# Carlos Santana
Carlos Humberto Santana Barragán (Autlán de Navarro, Jalisco; 20 de julio de 1947), conocido como Carlos Santana o simplemente Santana, es un guitarrista mexicano. En 1966 fundó la banda Santana, pionera en fusionar la música latina con el rock.
Santana ha vendido más de 100 millones de álbumes en todo el mundo (contando las ventas de su banda y su carrera en solitario). Ha ganado diez Premios Grammy y tres Premios Grammy Latino. Está casado con Cindy Blackman, conocida por ser baterista de Lenny Kravitz. Su hermano Jorge Santana también fue músico, reconocido por ser uno de los fundadores de la agrupación Malo.
En el 2003, la revista Rolling Stone lo ubicó en la posición número 20 en su lista de los 100 mejores guitarristas de todos los tiempos; posteriormente, fue ubicado en la nonagésima posición en su prestigiosa lista "100 Greatest Artist of all Time". Asimismo, sus álbumes Santana (1969) y Abraxas (1970) forman parte de los 500 mejores álbumes de todos los tiempos, siendo él el productor y principal compositor. Además hace parte de la lista de los 100 mejores artistas de todos los tiempos, ocupando el puesto 90.

## Biografía

### Inicios
Santana nació en Autlán de Navarro, Jalisco, México. Su padre tocaba el violín en un mariachi. De joven, Carlos aprendió a tocar el violín, pero se empezó a interesar en la guitarra cuando tenía ocho años, influenciado principalmente por el músico Ritchie Valens. En 1955 su familia se mudó a Tijuana, Baja California. Carlos se dedicó a estudiar la guitarra emulando los sonidos de B. B. King, T-Bone Walker y John Lee Hooker bajo la tutela de Javier Bátiz. Mientras tanto tocaba en conjuntos locales como Los T.J.'s, del cual era bajista, grupo donde añadió su propio toque y sentido original a las canciones populares de rock and roll de la década de 1950.
Al principio se quedó en Tijuana para mejorar su pericia musical en los clubes locales, cuando su familia se mudó de nuevo, esta vez a San Francisco, California en el año 1961, pero pronto la siguió, se encontró matriculado en la escuela, aprendiendo inglés, y queriendo tocar música. Al mismo tiempo, Carlos fue sumergido en el ambiente pintoresco de San Francisco, con sus diversas influencias culturales y estilos musicales. El destino llevó a Carlos al sitio y época correcta, colocándole en medio de la floreciente y enorme escena musical que era el área de la Bahía de San Francisco, la cuna del movimiento hippie. En 1965 recibió la nacionalidad estadounidense.

### Primeros años de su carrera musical
Después de varios años trabajando como lavaplatos en un restaurante, Santana decidió convertirse en un músico de tiempo completo. En 1966 ganó prominencia debido a una serie de eventos accidentales, todos sucedidos el mismo día. Santana era un asistente frecuente del famoso club Fillmore West, propiedad del promotor Bill Graham. Durante una función matutina dominical, el músico Paul Butterfield estaba programado para actuar allí pero no pudo hacerlo por una intoxicación. Graham reunió a una improvisada banda de músicos que conocía principalmente a través de sus conexiones con la banda de Butterfield y con Grateful Dead y Jefferson Airplane, pero aún no había elegido a todos los guitarristas. El mánager de Santana, Stan Marcum, inmediatamente le sugirió a Graham que tuviera en cuenta a Santana en la improvisada banda y Graham estuvo de acuerdo. Durante la sesión de improvisación, la guitarra y el solo de Santana llamaron la atención tanto del público como de Graham. Ese mismo año, Carlos formó la Santana Blues Band con otros músicos de la calle como David Brown (bajo), Marcus Malone (percusión) y Gregg Rolie (voz principal, órgano). Más tarde firmó un contrato discográfico con Columbia Records, y su banda pasó de llamarse "Santana Blues Band" a simplemente "Santana". La agrupación publicó una serie de exitosos álbumes con un toque afrocubano y de rock latino gracias a la guitarra de Carlos, caracterizada por una melodía autosuficiente que se convirtió en su marca registrada.

## Santana

### Contrato discográfico, Woodstock y popularidad: 1969-72
La agrupación Santana firmó un contrato discográfico con CBS Records y entró al estudio para grabar su primer álbum en enero de 1969. No estaban satisfechos con el lanzamiento posterior (que consistía en pistas grabadas en mayo de 1969) y decidieron que era necesario hacer cambios. Esto generó la salida del baterista Bob Livingston. Santana lo reemplazó con Mike Shrieve, que tenía una sólida formación en jazz y rock. El percusionista Marcus Malone se vio obligado a abandonar la banda debido a cargos de homicidio involuntario, y la banda volvió a reclutar a Michael Carabello. Carabello trajo consigo al percusionista José "Chepito" Areas, quien ya era muy conocido en su natal Nicaragua.
Bill Graham, un aficionado de la música latina, había sido un fanático de la banda desde sus inicios, y aseguró la participación de la banda en el Festival de Arte y Música de Woodstock antes de que su álbum debut fuera publicado. Fueron una de las sorpresas del festival. La exposición de su instrumental de once minutos "Soul Sacrifice" en la película de Woodstock y el álbum de la banda sonora aumentó enormemente su popularidad. Graham también le dio a la banda algunos consejos clave para grabar la canción de Willie Bobo "Evil Ways", ya que sintió que les daría buena radiodifusión. Su primer álbum, Santana, se publicó en agosto de 1969 y se convirtió en un gran éxito, alcanzando el puesto n.º 4 en las listas de éxitos estadounidenses.

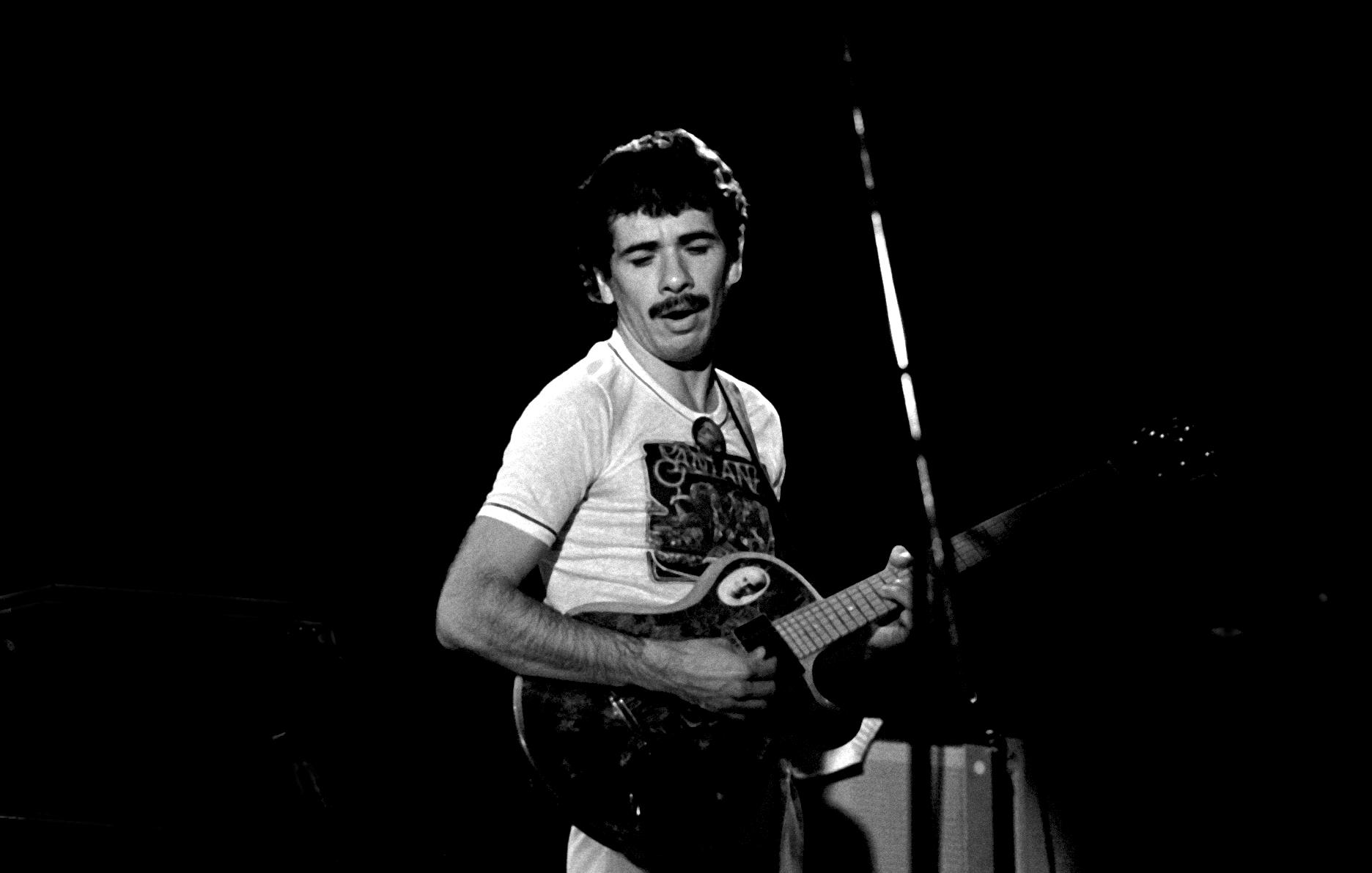
Santana en vivo en Hamburgo, 1973.

La actuación de la banda en el festival de Woodstock los presentó a un público internacional y obtuvo elogios de la crítica, aunque el repentino éxito presionó a sus integrantes, destacando las diferentes direcciones musicales que Rolie y Santana empezaban a pretender. Rolie, junto con algunos de los otros miembros de la banda, quería enfatizar un sonido hard rock básico que había sido un componente clave en el establecimiento de la banda desde el principio. Santana, sin embargo, estaba cada vez más interesado en ir más allá de su amor por el blues y el rock y quería elementos más jazzeros y etéreos en su música, influenciados por su fascinación con Gábor Szabó, Miles Davis, Pharoah Sanders y John Coltrane, así como por su creciente interés en la espiritualidad. Al mismo tiempo, Chepito Areas sufrió una hemorragia cerebral casi fatal, y Santana esperaba continuar encontrando un reemplazo temporal (primero Willie Bobo, luego Coke Escovedo), mientras que otros en la banda, especialmente Michael Carabello, sintieron que no era una buena idea presentarse sin Chepito. Empezaron a formarse divisiones en la agrupación.
La banda grabó su segundo álbum, Abraxas, en septiembre de 1970. La mezcla de rock, blues, jazz, salsa y otras influencias en el álbum fue bien recibida, mostrando una maduración musical y refinando el sonido inicial de la banda. Abraxas incluyó dos de los éxitos más duraderos y conocidos de Santana, "Oye Como Va" y "Black Magic Woman / Gypsy Queen". El álbum pasó seis semanas en el puesto n.º 1 en la lista Billboard a fines de 1970. El álbum permaneció en las listas durante 88 semanas y fue certificado como disco de platino en cuatro ocasiones en 1986.

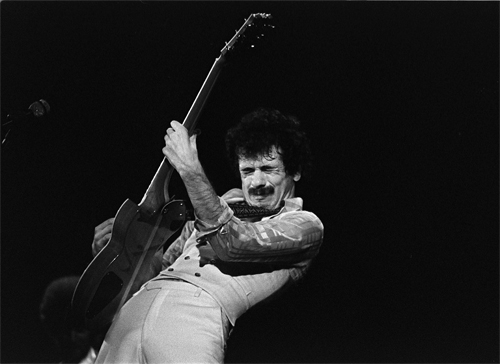
Carlos Santana en vivo en San Francisco, 1976.

Un nuevo guitarrista llamado Neal Schon se unió a la banda en 1971, a tiempo para completar el tercer álbum, Santana III. La grabación del disco también vio el regreso de Chepito Areas y la asistencia de Coke Escovedo en la sección de percusión. Santana III fue otro éxito, alcanzando el n.º 1 en las listas y vendiendo dos millones de copias, produciendo éxitos como "Everybody's Everything" y "No One to Depend On".
Sin embargo, la tensión entre los miembros de la banda siguió en aumento. Junto con las diferencias musicales, el consumo de drogas se convirtió en un problema. Coke Escovedo animó a Santana a tomar más control de la dirección musical de la banda, para gran consternación de algunos de los otros que pensaban que la banda y su sonido eran un esfuerzo colectivo. Además, las irregularidades financieras se expusieron bajo la dirección de Stan Marcum, a quien Bill Graham criticó por ser incompetente. Los crecientes resentimientos entre Santana y Michael Carabello por cuestiones de estilo de vida dieron como resultado su partida en malos términos. James Mingo Lewis fue contratado en el último minuto como reemplazo en un concierto en la ciudad de Nueva York. David Brown más tarde abandonó la formación debido a problemas de abuso de sustancias. Una gira sudamericana fue interrumpida en Lima, Perú, debido a protestas estudiantiles contra las políticas gubernamentales de los Estados Unidos. El general Juan Velasco Alvarado le prohibió a Carlos Santana tocar en dicho país y lo expulsó tras calificarle de "hippie imperialista".
En enero de 1972, Santana, Schon, Escovedo y Lewis se unieron al exbaterista de Band of Gypsys, Buddy Miles, para un concierto en el Diamond Head Crater de Hawái. Un álbum fue grabado y registrado como Carlos Santana & Buddy Miles! Live!. El álbum logró alcanzar la certificación de disco de oro.

### Caravanserai
A comienzos de 1972, Santana y los miembros restantes de la banda comenzaron a trabajar en su cuarto álbum, Caravanserai. Durante las sesiones de estudio, Santana y Michael Shrieve reclutaron a los percusionistas James Mingo Lewis y al veterano Armando Peraza en reemplazo de Michael Carabello, y a los bajistas Tom Rutley y Doug Rauch en reemplazo de David Brown. También ayudaron en los teclados Wendy Haas y Tom Coster. Con la afluencia inquietante de nuevos músicos en el estudio, Gregg Rolie y Neal Schon decidieron abandonar la agrupación tras el lanzamiento del álbum, a pesar de que ambos contribuyeron en las sesiones. Rolie regresó a su casa en Seattle, y más tarde, junto con Schon, se convirtió en miembro fundador de la banda de AOR Journey.
Cuando Caravanserai fue publicado en 1972, marcó un fuerte cambio en la dirección musical hacia la fusión del jazz. El álbum recibió elogios críticos, pero el ejecutivo de CBS, Clive Davis, advirtió a Santana y a la banda que sabotearía la posición de la banda como un "Top 40". Sin embargo, a lo largo de los años, el álbum alcanzaría el nivel de platino. Carlos conoció a Deborah King, con quien se casó en 1973. Deborah es la hija del cantante y guitarrista de blues Saunders King. Tuvieron tres hijos, Salvador, Stella y Angelica. Junto con su esposa Deborah, Santana fundó una organización sin fines de lucro, la Fundación Milagro, que proporciona ayuda financiera para necesidades educativas, médicas y de otro tipo.

### Cambio de estilo y espiritualidad: 1972–79
En 1972, Carlos se interesó en la banda de fusión Mahavishnu Orchestra y en su guitarrista, John McLaughlin. Consciente del interés de Santana en la meditación, McLaughlin le presentó a Santana y a su esposa Deborah a su gurú, Sri Chinmoy. Chinmoy los aceptó como discípulos en 1973. A Santana se le dio el nombre de "Devadip", que significa "La lámpara, la luz y el ojo de Dios". Santana y McLaughlin grabaron juntos un álbum, Love, Devotion, Surrender (1973) con miembros de Santana y Mahavishnu Orchestra, junto con el percusionista Don Alias y el organista Larry Young.
En 1973 Carlos Santana obtuvo los derechos legales del nombre de la banda y formó una nueva versión de la misma con Armando Peraza y Chepito Areas en percusión, Doug Rauch en el bajo, Michael Shrieve en la batería y Tom Coster y Richard Kermode en los teclados. Posteriormente reclutó al vocalista de jazz Leon Thomas para realizar una gira en Japón los días 3 y 4 de julio de 1973. Dichas presentaciones fueron recopiladas e incluidas en el álbum Lotus (1974). El grupo ingresó al estudio y grabó Welcome (1973), álbum que reflejó aún más los intereses de Santana en la fusión del jazz y su creciente compromiso con la vida espiritual de Sri Chinmoy.

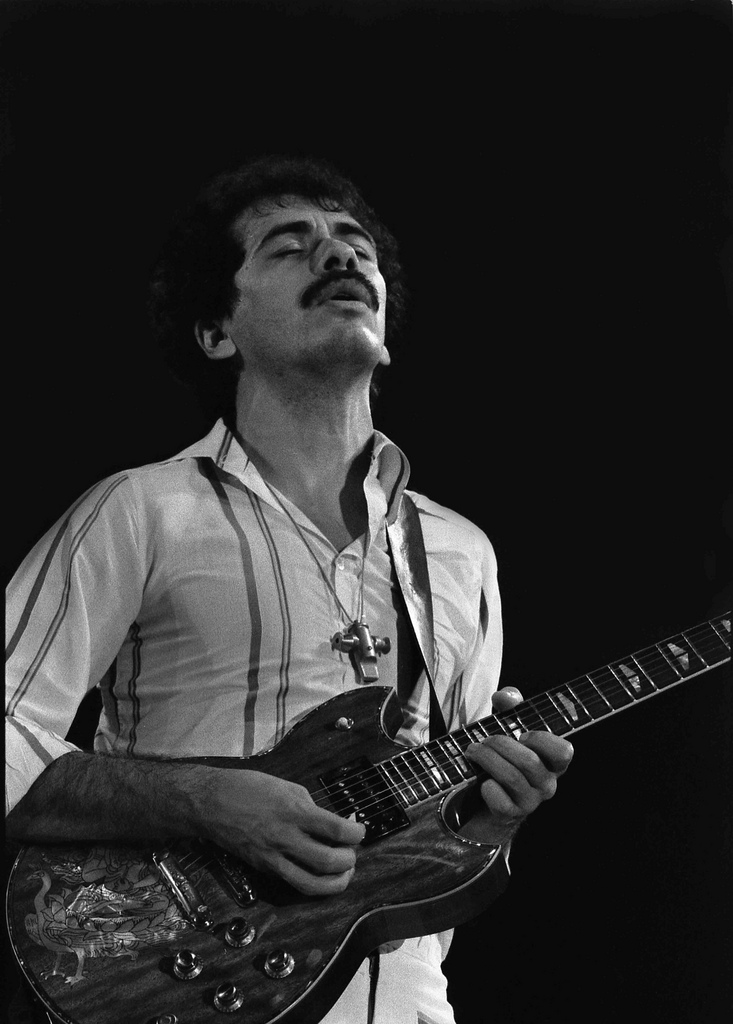
Santana en vivo en Holanda, 1978.

Una colaboración con la viuda de John Coltrane, Alice Coltrane, fue grabada y publicada en el álbum Illuminations de 1974. Poco después, Santana reemplazó a los miembros de su banda nuevamente. Esta vez, Kermode, Thomas y Rauch se separaron del grupo y fueron reemplazados por el vocalista Leon Patillo (más tarde un exitoso artista cristiano contemporáneo) y por el bajista David Brown. También reclutó al saxofonista soprano Jules Broussard. La banda grabó un álbum de estudio llamado Borboletta, publicado en 1974, contando con la colaboración de Tom Coster a los teclados, Stanley Clarke al bajo, y Airto Moreira a la percusión, entre otros. El baterista Leon "Ndugu" Chancler se unió más tarde a la banda como reemplazo de Michael Shrieve, quien abandonó la formación para seguir una carrera en solitario.
En ese momento, la empresa de gestión de Bill Graham había asumido la responsabilidad de los asuntos del grupo. Graham fue crítico con el nuevo estilo de Santana, más inclinado hacia el jazz, y sintió que necesitaba concentrarse en hacer que Santana volviera a las listas con el sonido étnico vanguardista que los había hecho famosos. El mismo Carlos Santana veía que la dirección del grupo estaba alejando a muchos de sus fanáticos. Aunque los álbumes y las actuaciones recibieron buenas críticas, las ventas de discos empezaron a desplomarse.
Santana formó una nueva versión de la banda, añadiendo al vocalista Greg Walker. El álbum de 1976, Amigos, que presentaba las canciones "Dance, Sister, Dance" y "Let It Shine", tenía un fuerte sonido funk y latino. El álbum recibió una gran difusión en las estaciones de rock, especialmente por el instrumental "Europa (Earth's Cry Heaven's Smile)" y volvió a introducir a Santana en las listas de éxitos. En 1976 la revista Rolling Stone publicó una historia completa sobre Santana titulada "Santana Comes Home".
Los álbumes concebidos a finales de la década de 1970 siguieron la misma fórmula, aunque con varios cambios de formación. Entre los nuevos músicos que se unieron a la formación estaba el percusionista Raul Rekow, que se unió a principios de 1977. Lo más notable en términos comerciales que publicó la banda en dicha época fue una versión del éxito de The Zombies de 1960, "She's Not There", del álbum doble de 1977 Moonflower.
Carlos grabó dos proyectos solistas en ese momento: Oneness: Silver Dreams - Golden Reality en 1979 y The Swing of Delight en 1980, con las colaboraciones de Herbie Hancock, Wayne Shorter, Ron Carter y Tony Williams. Las presiones y tentaciones de ser un músico de rock de alto perfil y los requisitos del estilo de vida espiritual que el gurú Sri Chinmoy y sus seguidores exigían se encontraban en conflicto e imponían un estrés considerable sobre el estilo de vida y el matrimonio de Santana. Cada vez estaba más desilusionado con las reglas irrazonables que Chinmoy le imponía a su vida, y en particular a su negativa a permitir que Santana y Deborah formaran una familia. También sentía que su fama se estaba utilizando para aumentar la visibilidad del gurú. Santana y Deborah finalmente terminaron su relación con Chinmoy en 1982.

### Década de 1980

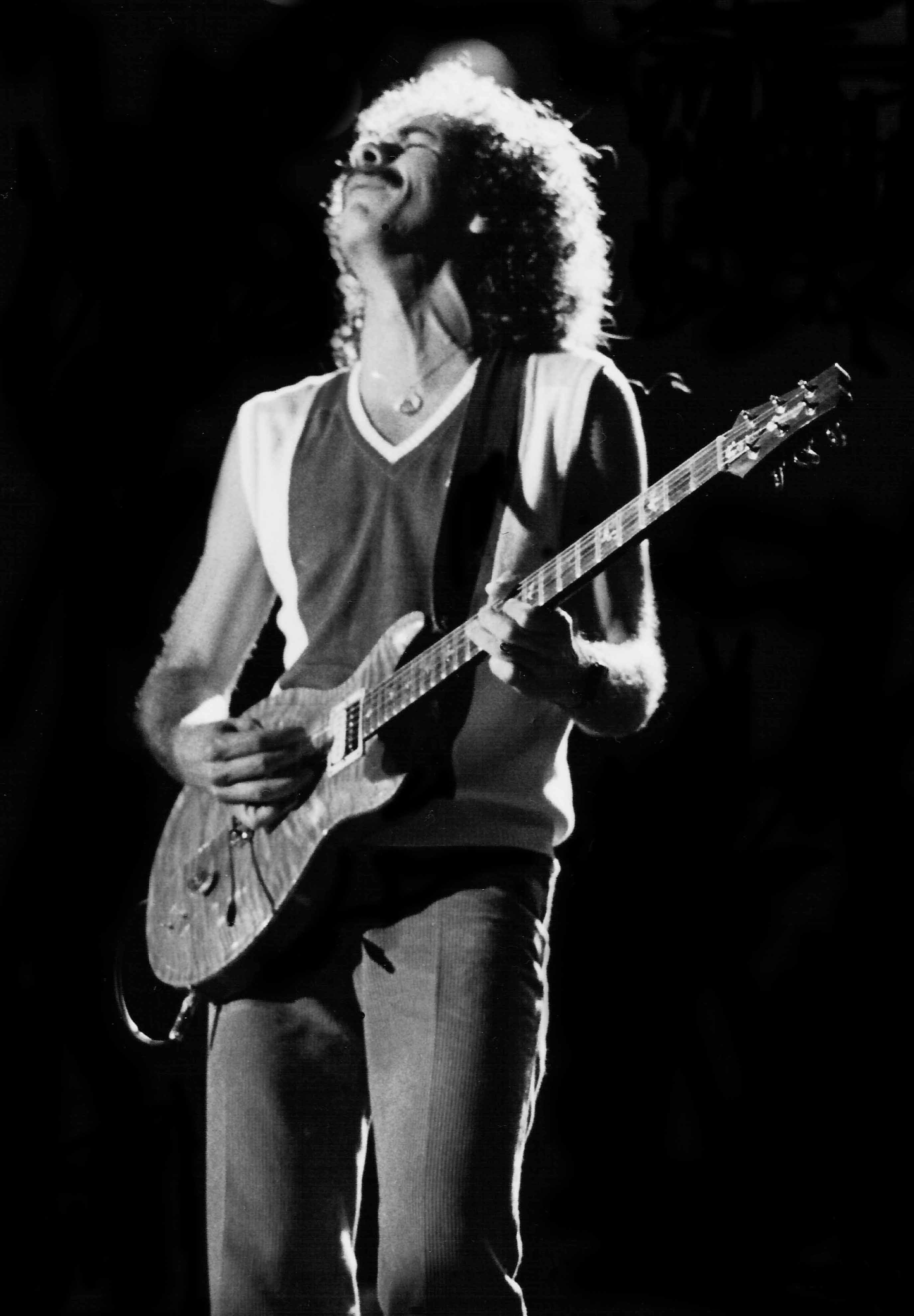
Santana en Barcelona, España, 1984.

Los sencillos "Winning" de 1981 (del álbum Zebop!) y "Hold On" (una nueva versión de la canción del artista canadiense Ian Thomas) de 1982 lograron ingresar en el Top 20 de las listas de éxitos. Después de su ruptura con Sri Chinmoy, Santana entró al estudio para grabar otro álbum en solitario con Keith Olson y el productor de R&B Jerry Wexler. El álbum de 1983 Havana Moon revisitó las primeras experiencias musicales de Santana en Tijuana con "Who Do You Love" de Bo Diddley y la canción homónima ("Havana Moon"), composición de Chuck Berry. Los invitados del álbum incluyeron a Booker T. Jones, The Fabulous Thunderbirds, Willie Nelson y la orquesta de mariachi del padre de Santana. Nuevamente, Santana rindió homenaje a sus primeras raíces roqueras al componer la banda sonora para la película La Bamba, basada en la vida de Ritchie Valens y protagonizada por Lou Diamond Phillips. Con su banda retornó al estudio en 1985 para grabar el álbum Beyond Appearances, seguido de Freedom dos años después.
Cada vez más cansado de tratar de apaciguar a los ejecutivos de las compañías discográficas que le exigían componer canciones con potencial radiodifusión, Santana realizaba frecuentes colaboraciones con músicos y bandas como Weather Report, el pianista de jazz McCoy Tyner, la leyenda del blues John Lee Hooker, el guitarrista Vernon Reid y el cantante de África Occidental Salif Keita. Él y Mickey Hart de Grateful Dead más tarde grabaron y actuaron con el baterista nigeriano Babatunde Olatunji. En 1988, Santana organizó una reunión con miembros anteriores de su banda para una serie de fechas de conciertos. CBS Records publicó un recopilatorio de la banda llamado Viva Santana!. Ese mismo año, Carlos formó un grupo totalmente instrumental con la leyenda del jazz Wayne Shorter. El grupo también incluyó a Patrice Rushen en los teclados, Alphonso Johnson en el bajo, Armando Peraza y Chepito Areas en la percusión, y Leon "Ndugu" Chancler en la batería. Realizaron una breve gira y recibieron mucha aclamación de la prensa especializada, que comparó el proyecto con la banda Santana en la época de Caravanserai (1972). Santana lanzó otro disco en solitario, Blues for Salvador (1987), que ganó un premio Grammy a la "mejor interpretación instrumental de rock".
En 1990, el músico terminó su contrato con Columbia Records después de veintidós años y firmó con Polygram. Un año después, Santana colaboró en el álbum de Ottmar Liebert Solo Para Ti, en las canciones "Reaching Out 2 U" y en una grabación nueva de su propia canción, "Samba Pa Ti". En 1992 contrató a la agrupación Phish como su acto de apertura.

### Regreso al éxito comercial

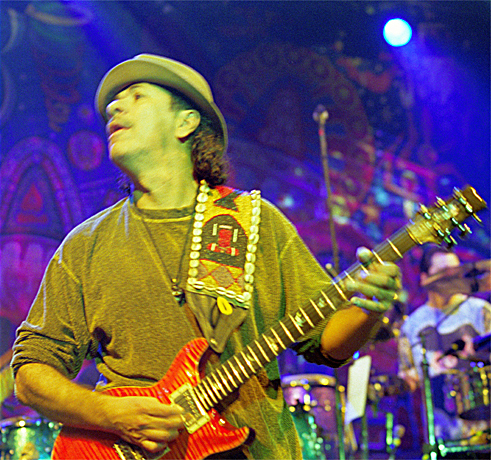
Santana en vivo en el año 2000.

En 1990 fue publicado el disco Spirits Dancing in the Flesh, seguido por Milagro (1992), Sacred Fire (1993) y Santana Brothers (una colaboración con su hermano Jorge y su sobrino Carlos Hernández en 1994). Sin embargo, las ventas de dichos discos fueron relativamente pobres. Santana realizó una extensa gira durante los siguientes años, pero no hubo más lanzamientos de nuevos álbumes. Clive Davis de Arista Records, quien había trabajado con Santana en Columbia Records, lo contrató y lo animó a grabar un álbum lleno de estrellas con artistas en su mayoría jóvenes. El resultado fue Supernatural de 1999, que incluyó colaboraciones con Everlast, Rob Thomas de Matchbox Twenty, Eric Clapton, Lauryn Hill, Wyclef Jean, Cee Lo Green, Maná, Dave Matthews, entre otros. La intervención de Maná en el disco acompañando a la guitarra se debió a su buena relación con Fher Olvera. Supernatural se convirtió en el álbum más exitoso comercialmente de Santana, alcanzando el tope de la lista Billboard, manteniendo esa posición durante 12 meses y ganando nueve Premios Grammy. La canción "Smooth" (interpretada junto a Rob Thomas) permaneció en el tope de la lista Billboard Hot 100 por doce semanas y se mantuvo en la lista por 58 semanas consecutivas en total.
Carlos Santana, junto a la alineación clásica de Santana, fue incluido de manera individual en el Salón de la Fama del Rock and Roll. Interpretó la canción "Black Magic Woman" con Peter Green de Fleetwood Mac. Green también fue incluido en el salón de la fama en esa velada. En 2001 Carlos trabajó con Michael Jackson en la canción "Whatever Happens" del álbum Invincible.

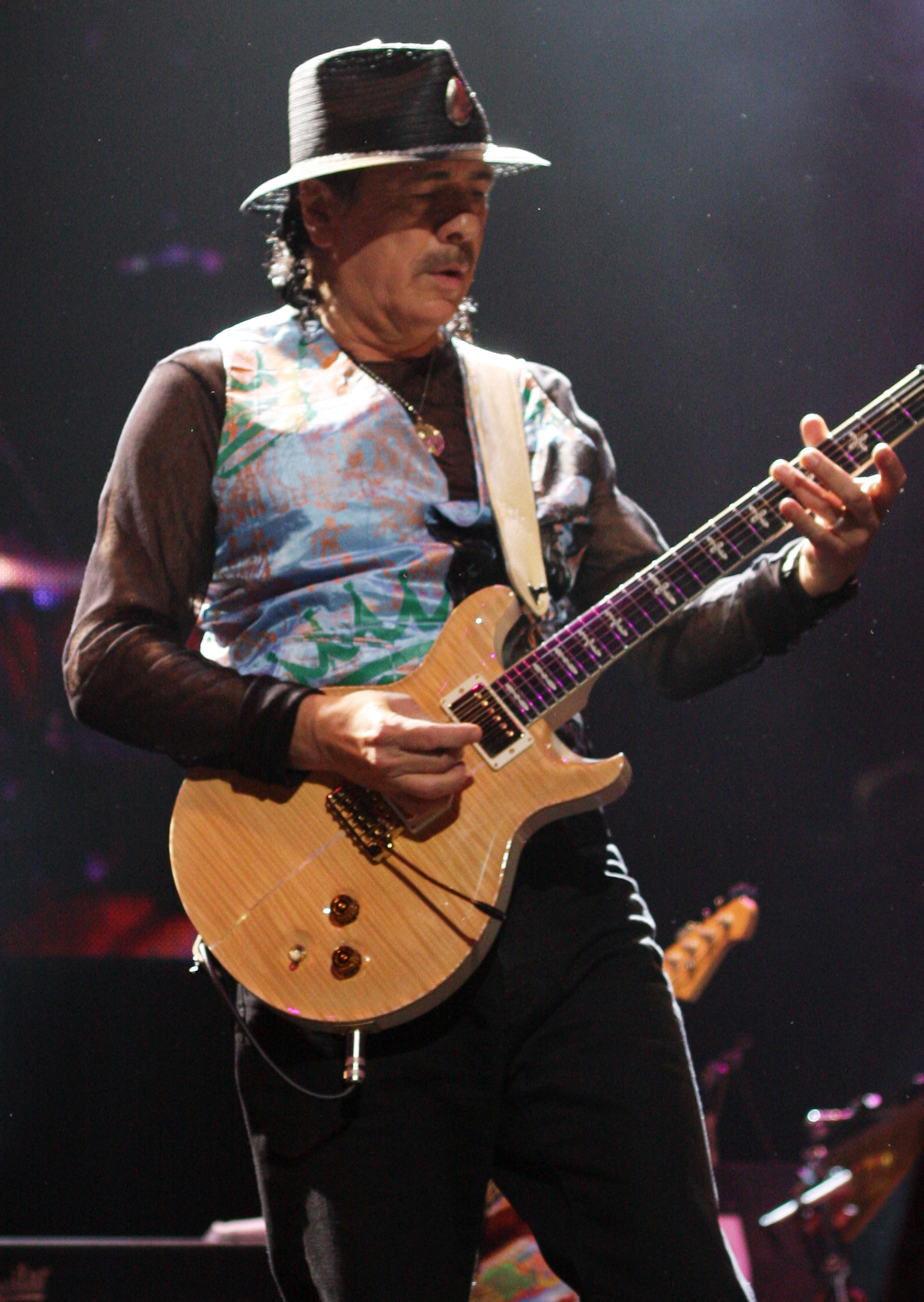
Carlos Santana, 2011.

En 2002 la banda publicó el disco Shaman, revistando el formato de artistas invitados, con colaboraciones de P.O.D., Seal y Michelle Branch. En 2005, Herbie Hancock solicitó la colaboración de Santana en un álbum nuevamente usando la fórmula exitosa de Supernatural. Possibilities fue lanzado el 30 de agosto de 2005, con Carlos Santana y Angélique Kidjo colaborando en la canción "Safiatou". Ese mismo año Carlos fue invitado a la grabación de la canción "Illegal" del álbum de la cantante colombiana Shakira Oral Fixation Vol. 2.
El álbum de Santana All That I Am (2005) consiste principalmente en colaboraciones con otros artistas. "I'm Feeling You", colaboración con Michelle Branch, fue publicada como primer sencillo. Otros músicos que se unieron a la grabación fueron Steven Tyler de Aerosmith, Kirk Hammett de Metallica, el artista y productor de hip-hop will.i.am, el guitarrista George Pajon, la estrella del hip-hop Sean Paul y la cantante Joss Stone. Entre abril y mayo de 2006, Santana recorrió Europa, donde promovió la banda de su hijo Salvador Santana como su acto de apertura.
En 2007, Santana apareció junto a Sheila E. y José Feliciano en el álbum de Gloria Estefan 90 Millas en el sencillo "No Llores". También se asoció nuevamente con Chad Kroeger para el sencillo "Into the Night" y tocó la guitarra en el éxito de Eros Ramazzotti "Fuoco nel fuoco" del álbum e².
En 2010 salió al mercado el álbum Guitar Heaven, con versiones de canciones como "Back in Black" de AC/DC y "Whole Lotta Love" de Led Zeppelin. Dos años más tarde fue publicado Shape Shifter, seguido del álbum Corazón, el cual incluyó a varios artistas latinos como Romeo Santos, Diego Torres, Juanes y Los Fabulosos Cadillacs.
El 4 de noviembre de 2014 fue publicada su biografía, titulada The Universal Tone: Bringing My Story to Light (El tono universal: Exhibiendo mi historia a la luz). El 12 de septiembre de 2015, Carlos apareció como miembro de Phil Lesh & Friends, banda del bajista de Grateful Dead, Phil Lesh, en la tercera versión del Lockn' Festival.
En julio de 2016, Santana se presentó en un total de 17 ciudades, incluidas Londres, París, Słupsk, Potsdam, Weert, Viena, Udine, Montreux, Stuttgart, Saint-Julien-en-Genevois, Roma, Milán, Cap Roig, Marbella, Oporto, Lisboa y Tel Aviv. Para concluir su gira, compartió un mensaje de paz y amor, declarando durante su última presentación en Tel Aviv: “Debemos orar. Orar con la luz en el corazón. Orar por la paz en la Tierra.”

### Actualidad
El 30 de enero de 2016, el guitarrista Alex Ligertwood, el cantante Tony Lindsay y Raúl Rekow dieron un concierto en honor a Santana en el Teatro Auditorio de Roquetas de Mar en España, titulado The Magic of Santana.
Ese mismo año, Carlos Santana se reunió con los antiguos miembros de la banda de Santana Gregg Rolie, Michael Carabello, Michael Shrieve y Neal Schon para publicar el álbum Santana IV y para realizar una breve gira. Un conjunto completo de esta alineación fue filmado en el club House of Blues en Las Vegas y fue lanzado como un álbum en vivo y un DVD titulado Live at the House of Blues Las Vegas. En 2017, Santana colaboró con Isley Brothers en el lanzamiento del álbum The Power of Peace, el 28 de julio de 2017, un álbum que celebra los sonidos atemporales del funk, el soul, el blues, el rock, el jazz y el pop. En 2018, Carlos lanzó su primera MasterClass, seguida por el poderoso y lleno de energía Africa Speaks. (2019), inspirado en los sonidos y ritmos de África, que fue calificado como su "mejor disco en décadas" (NPR) y fue clasificado entre "los álbumes más feroces en los 50 años de carrera de Santana" por The New York Times. El disco fue producido por el experimentado Rick Rubin.
En 2021 se publicó Blessings and Miracles, uno de los álbumes más ambiciosos, inspirados y mágicos de la legendaria carrera de Santana. Con colaboraciones con Rob Thomas, Chris Stapleton, Steve Winwood y muchos otros, se ha anunciado como uno de los mejores álbumes del año según American Songwriter.

## Influencias

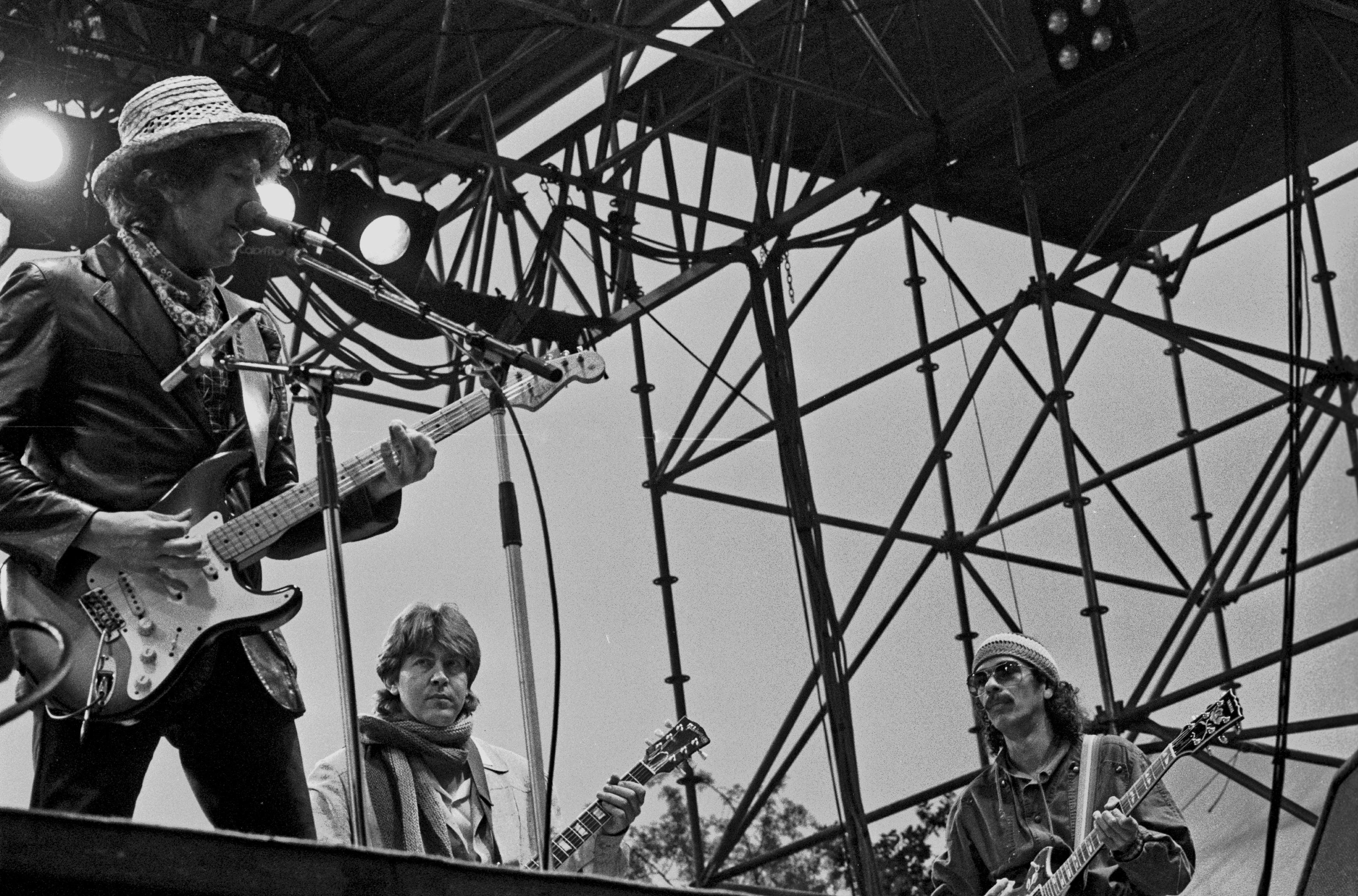
Bob Dylan, Mick Taylor (de los Rolling Stones), y Santana, en Hamburgo, 1984.

A una temprana edad, Carlos Santana desarrolló un gusto por la música de B.B. King, Javier Bátiz y John Lee Hooker. El trabajo de guitarra jazz de Gábor Szabó a mediados de la década de 1960 también influyó mucho en la forma de tocar de Santana. De hecho, la composición de Szabó "Gypsy Queen" se usó como la segunda parte del tratamiento que Santana hizo en 1970 de la composición de Peter Green "Black Magic Woman". El álbum instrumental de Santana, Shape Shifter, incluye una canción llamada "Mr. Szabo", interpretada en homenaje a Gábor Szabó. Santana también ha mencionado a Jimi Hendrix, Mike Bloomfield, Hank Marvin y Peter Green como importantes influencias. Considera a Bloomfield como un mentor directo.
Santana se mudó a San Francisco y, en octubre de 1966, fundó la agrupación Santana Blues Band. En 1968, la banda había comenzado a incorporar diferentes tipos de influencias en su blues eléctrico. "Cuando entraba a la habitación de cualquier chico", recuerda el guitarrista, "este escuchaba a Sly Stone y a Hendrix, otro chico a los Rolling Stones y a los Beatles. Otro tipo escuchaba a Tito Puente y a Mongo Santamaría, y otro a Miles Davis y a John Coltrane... Para mí era como estar en una universidad".

## Guitarras y equipos
Las guitarras predilectas de Carlos Santana son las Paul Reed Smith. Entre otras que ha usado se encuentra una Yamaha SG 2000 y una Gibson SG con la que tocó en el famoso Festival de Woodstock. También se le llegó a ver durante la década de 1970 con las famosas Gibson Les Paul, Fender Stratocaster, Telecaster, y también en 1992 en un concierto en Japón, interpretó "Blues for Salvador" con una Yamaha RGX que en ese entonces era un prototipo fabricado especialmente para el músico. La Gibson SG roja que Santana usó en Woodstock, se encuentra ahora expuesta en el Hard Rock Café de Marbella.
Guitarras: PRS (Paul Reed Smith) Modelo Santana SE, Santana I, II, III y ahora la MD teniendo siempre como favoritas las Santana I y II a nivel público.
Amplificadores: Cabeza Marshall 100w de los 70 con una sola caja 4x12”, Fender Twin Blackface ’65, Mesa/Boggie Mark IV y Dumble Overdrive Special 100w a través de una sola caja 1x12 Altec-Lansing (este último para solos).
Pedales: Mu-Tron Wah, Ibanez TS-9 Tube Screamer, ProCo Rat, Ibanez Digital Delay, Alesis Midiverb, cambiador hecho a medida de 4 vías para los amplificadores.

## Vida personal
El 19 de octubre de 2007, Deborah Santana solicitó el divorcio con el músico citando "diferencias irreconciliables" después de 34 años de matrimonio. Santana se comprometió con la baterista Cindy Blackman, después de proponerle matrimonio durante un concierto en el Universal Tone Tour en Tinley Park en los suburbios de Chicago, Illinois, el 9 de julio de 2010. Se casaron en diciembre de 2010. Actualmente viven en Las Vegas. Carlos tiene 3 hijos: Salvador, Stella y Angélica.

## Discografía

### Con Santana
| - Santana (1969) - Abraxas (1970) - Santana III (1971) - Caravanserai (1972) - Welcome (1973) - Borboletta (1974) - Amigos (1976) - Festivál (1977) - Moonflower (1977) - Inner Secrets (1978) - Marathon (1979) - Zebop! (1981) - Shangó (1982) | - Beyond Appearances (1985) - Freedom (1987) - Spirits Dancing in the Flesh (1990) - Milagro (1992) - Supernatural (1999) - Shaman (2002) - All That I Am (2005) - Guitar Heaven (2010) - Shape Shifter (2012) - Corazón (2014) - Santana IV (2016) - Africa Speaks (2019) |

### Como solista
| - Love Devotion Surrender (1973) - Illuminations (1974) - Oneness — Silver Dreams Golden Reality (1979) - The Swing of Delight (1980) - Havana Moon (1983) - Blues for Salvador (1987) - Santana Brothers (1994) | - Carlos Santana & Buddy Miles! Live! (1972) - Santana Lotus (1974) - Sacred Fire: Live in South America (1993) - Carlos Santana Live (2004) - Carlos Santana and Wayne Shorter (2007) |

## Sencillos
| 1972                                               | "Evil Ways" / "Them Changes"                                                | 84  | — | — | — | — | — | —  | — | —  | —  | Carlos Santana & Buddy Miles! Live! |
| 1983                                               | "They All Went To Mexico" (con Willie Nelson & Booker T. Jones)             | —   | — | — | — | — | 6 | —  | — | —  | —  | Havana Moon                         |
| 1983                                               | "Havana Moon"                                                               | —   | — | — | — | — | — | —  | — | —  | —  | Havana Moon                         |
| 2002                                               | "Dirty Dancin'" (The Product G&B con Carlos Santana)                        | —   | — | — | — | — | — | 76 | — | 53 | —  | Sin álbum                           |
| 2006                                               | "Illegal" (Shakira con Carlos Santana)                                      | —   | — | — | — | — | 7 | 11 | — | 10 | 34 | Oral Fixation Vol. 2                |
| 2007                                               | "No Llores" (Gloria Estefan con Carlos Santana, José Feliciano y Sheila E.) | 117 | — | — | — | — | — | —  | — | —  | —  | 90 Millas                           |
| "—" denota que no ingresó en las listas de éxitos. |                                                                             |     |   |   |   |   |   |    |   |    |    |                                     |

## Colaboraciones
- Mike Bloomfield and Al Kooper (1969)
- Paths to Greatness (1992)
- In From the Storm, The Music of Jimi Hendrix (1995)
- Crossroads 2: Live in the Seventies (1996)
- The Miseducation of Lauryn Hill (1998)
- Eat at Whitey's (2000)
- Invincible (2001)
- Everyday (2001)
- Bring 'Em In (2005)
- Oral Fixation Vol. 2 (2005)
- Cool & Collected (2006)
- Djin Djin (2007)
- The Healer. John Lee Hooker (1989)
- Chill Out. John Lee Hooker (1995)

## Premios y nominaciones

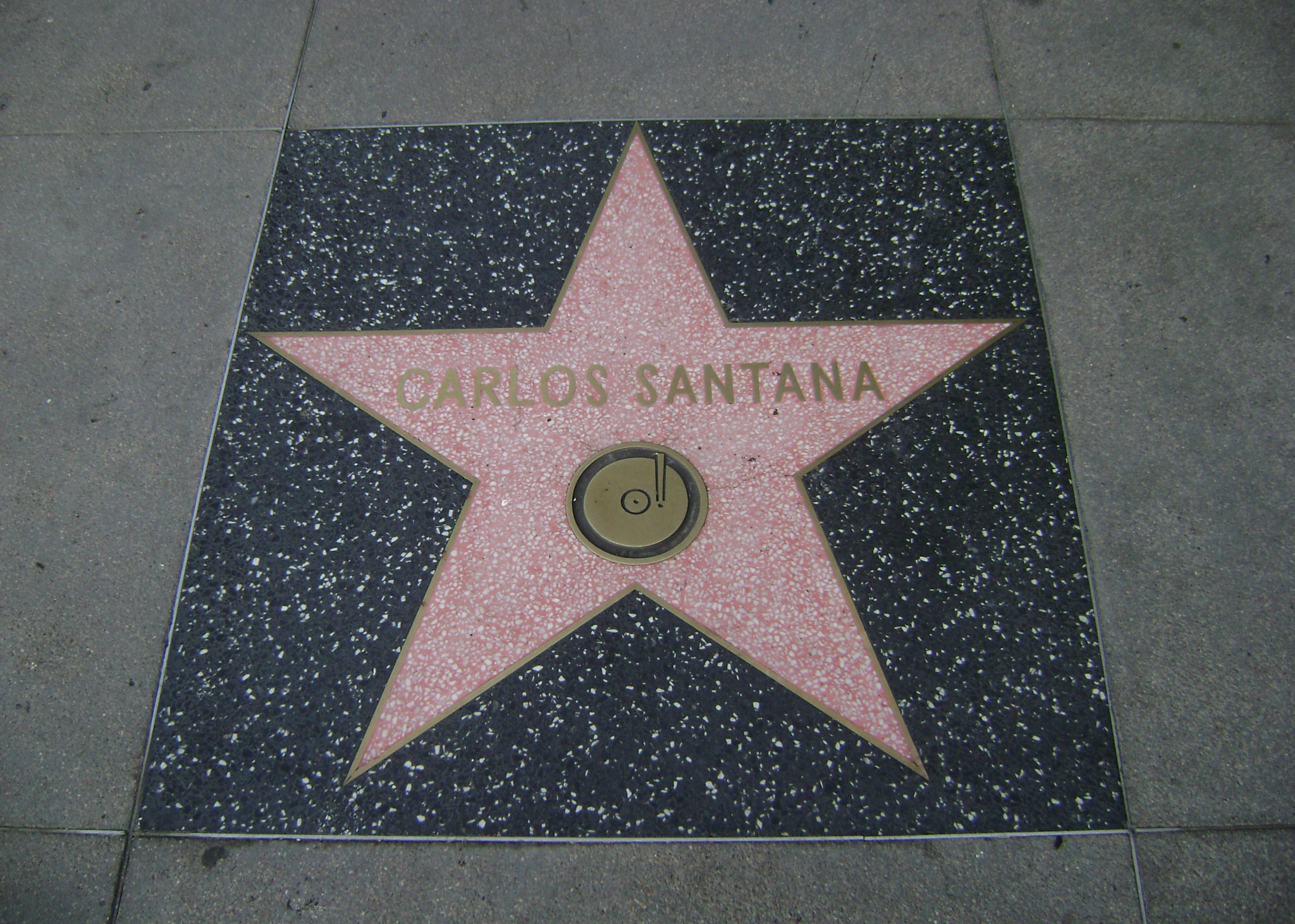
Estrella de Santana en el Paseo de la Fama de Hollywood.

| Año  | Trabajo nominado     | Categoría                                 | Resultado |
| 1973 | Caravanserai         | Mejor interpretación instrumental de pop  | Nominado  |
| 1988 | Blues for Salvador   | Mejor interpretación instrumental         | Ganador   |
| 1993 | "Gypsy/Grajonca"     | Mejor interpretación instrumental de rock | Nominado  |
| 1996 | "Every Now And Then" | Mejor interpretación instrumental de rock | Nominado  |
| 2000 | "Smooth"             | Canción del año                           | Ganador   |
| 2000 | Supernatural         | Álbum del año                             | Ganador   |
| 2000 | "Maria Maria"        | Mejor interpretación por un dúo o grupo   | Ganador   |
| 2000 | "El Farol"           | Mejor interpretación instrumental de pop  | Ganador   |
| 2000 | "The Calling"        | Mejor interpretación instrumental de rock | Ganador   |
| 2000 | "Put Your Lights On" | Mejor interpretación por un dúo o grupo   | Ganador   |
| 2000 | "Love of My Life"    | Mejor colaboración de pop con voz         | Nominado  |
| 2002 | "The Game of Love"   | Mejor colaboración de pop con voz         | Ganador   |